# Республика Корея на летних Олимпийских играх 1972
Республика Корея принимала участие в Летних Олимпийских играх 1972 года в Мюнхене (ФРГ) в седьмой раз за свою историю, и завоевала одну серебряную медаль. Сборная страны состояла из 42 спортсменов (32 мужчины, 10 женщин).

## Медалисты
| Медаль  | Спортсмен | Вид спорта | Дисциплина        |
| ------- | --------- | ---------- | ----------------- |
| Серебро | О Сын Нип | Дзюдо      | Мужчины, до 80 кг |